# Le Crime de Sylvestre Bonnard
Le Crime de Sylvestre Bonnard, membre de l'Institut, dont la première version date de 1881, est le premier roman d'Anatole France. Par cette œuvre, l’une de ses toutes premières en prose, il se fait connaître comme romancier, alors qu’il a déjà 37 ans et qu'il est principalement connu comme poète affilié au Parnasse. L’œuvre reçoit le prix de l'Académie française.

## Résumé
Sylvestre Bonnard, membre de l’Institut de France, est un historien et un philologue, doté d’une érudition non dénuée d’ironie : « Savoir n’est rien – dit-il un jour – imaginer est tout. »
Il vit au milieu des livres, la cité des livres, mais se lance à la recherche, en Sicile et à Paris, du précieux manuscrit de La Légende dorée qu’il finit un jour par obtenir. Le hasard lui fait rencontrer la petite fille d’une femme qu’il a jadis aimée et, pour protéger l’enfant d’un tuteur abusif, il l’enlève. La jeune fille épouse par la suite un élève de Bonnard.